# Guillaume VIII de Montferrat
Pour les articles homonymes, voir Guillaume de Montferrat.
Guillaume VIII de Montferrat, en italien Guglielmo VIII del Monferrato, né le 19 juillet 1420 à Casal et mort le 27 février 1483 à Casal, est un prince italien de la famille Paléologue qui fut marquis de Montferrat de 1464 à 1483.

## Biographie
Troisième fils du marquis Jean Jacques de Montferrat, Guillaume hérite du fief à la mort de son frère aîné Jean IV en 1464. 
La politique ouvertement anti-savoyarde pratiquée durant le règne de son frère finit par porter ses fruits quand l'empereur Frédéric III confirme la possession par Guillaume VIII de tous les territoires conquis en 1435 par Amédée VIII de Savoie. 
Son pouvoir retrouvé, Guillaume se met cependant au service du duc de Milan François Sforza il se révélera particulièrement utile à Milan lorsqu'à la mort du duc, il deviendra le tuteur de son jeune fils Galéas Marie. De même, lorsque ce dernier sera assassiné en 1476, Guillaume aura l'importante charge de modérateur dans le territoire milanais aux côtés de Bonne de Savoie, sa veuve, régente du gouvernement de son fils Jean Galéas.

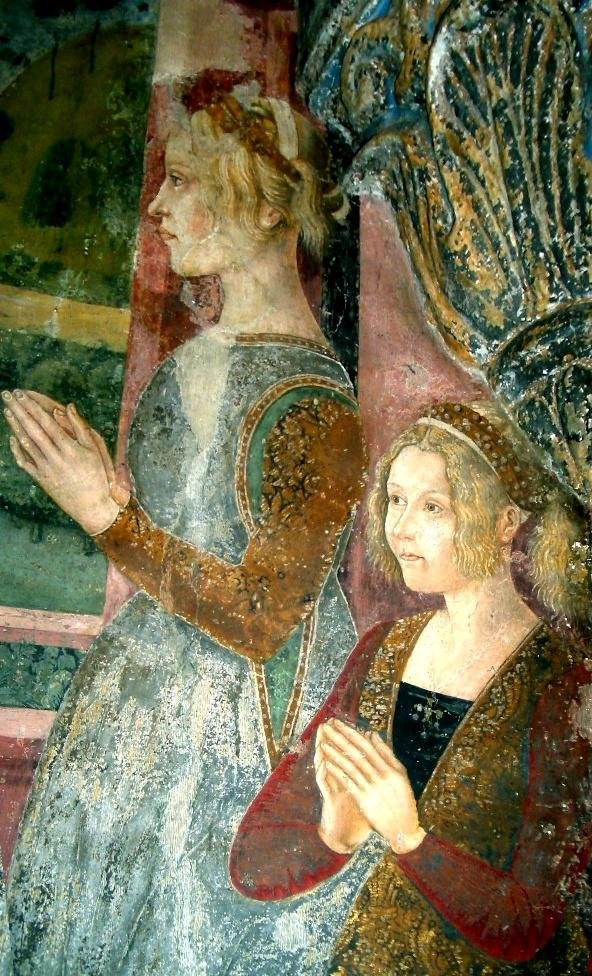
Fresque du Mont Sacré de Crea représentant les deux filles de Guillaume VIII.

Guillaume épouse, le 19 janvier 1465, Marie de Foix (ap.1452-1467), fille de Gaston IV (1425-1472), comte de Foix et vicomte de Béarn et d'Éléonore Ire de Navarre (1425-1479). Marie meurt trois ans plus tard sans lui avoir donné d'héritier mâle.
Âgé de presque 50 ans, Guillaume se remarie, le 18 juillet 1469 à Milan, avec Elisabetta Maria (it) (1456-1473), fille de François Sforza et de Blanche Marie Visconti. Elisabetta décède quatre années plus tard sans lui avoir, non plus, assuré de descendance masculine.
Sa troisième femme, Jeanne Bernardine (c. 1450-1485), fille de Jean II de Brosse, comte de Penthièvre, et de Nicole de Châtillon qu'il épouse le 6 janvier 1474 lui donnera au moins deux filles.
Inquiet de l'extinction de sa dynastie, Guillaume VIII marie sa fille Giovanna en 1481 avec son cousin le marquis de Saluces Ludovic II de Saluces (1429-1504) en leur accordant que leur premier héritier mâle prenne la succession du trône de Montferrat.
Guillaume VIII meurt à Casal en 1483. Son frère cadet Boniface III prend sa succession.

## Descendance
Guillaume eut cinq enfants : 
1. Marié le 19 janvier 1465 à Alba avec Marie de Foix, dont :
  - Jeanne de Montferrat (vers 1468-1490), qui épousa en 1481 Ludovic II de Saluces ;
2. Marié le 18 juillet 1469 avec Elisabetta Sforza, dont :
  - Blanche de Montferrat (1472-1519), qui épousa en 1485 Charles Ier de Savoie ;
3. Marié le 6 janvier 1474 avec Bernarde de Brosse fille de Jean II de Brosse, sans postérité ;
4. Relation avec Nn ,dont :
  - Lucrezia, qui épousa en 1472 Rinaldo d'Este seigneur d'Ostellato (vers 1435-1503), fils naturel de Nicolas III,
  - Margherita qui épousa Hector de Monteynard, chambellan de France et gouverneur d'Asti qui mourut assassiné par le marquis de Saluces dont Louis XII avait confisqué les terres au profit dudit Monteynard ;
5. un fils illégitime né d'une autre relation :
  - Annibale (1460-1523) qui fut seigneur de Frassinello.